# Fimbristylis squarrulosa
Fimbristylis squarrulosa är en halvgräsart som beskrevs av Ferdinand von Mueller. Fimbristylis squarrulosa ingår i släktet Fimbristylis och familjen halvgräs. Inga underarter finns listade i Catalogue of Life.